# Дун Цзяньхуа
Дун Цзяньхуа́ (кит. трад. 董建華, упр. 董建华, пиньинь Dǒng Jiànhuá, шанх. Ton Cie Wa, англ. Tung Chee-hwa, Тунг Чи-хва; род. 7 июля 1937, Шанхай) — гонконгский предприниматель, миллионер, политик, в 1997—2005 годах глава Гонконга, ныне зампред ВК НПКСК (с 2005 года). Выдающийся участник Одной страны, двух систем (2019).
Сын богатого шанхайского судовладельца. Окончил Ливерпульский университет.
С 1 июля 1997 года по 10 марта 2005 года глава администрации САР Сянган, стал первым его главой после передачи суверенитета Гонконга от Великобритании к КНР, переизбран на второй срок в 2002 году (должен был править до 2007 года). По собственному заявлению, оставил должность досрочно по причинам проблем со здоровьем.
В декабре 2004 года верховный китайский лидер Ху Цзиньтао публично призвал Дун Цзяньхуа «поискать недостатки» в работе администрации Сянгана.
До этого Тунг Чи Хва критиковали за ошибочные меры по преодолению азиатского финансового кризиса 1997 года, непринятие в 2003 году должных мер по борьбе с атипичной пневмонией, поддержку закона о борьбе с «подрывной деятельностью», возможного для использования для ограничения гражданских свобод.
С 2005 года заместитель председателя ВК НПКСК 10—12 созывов. (В 12 созыве с 2013 года — пятый по перечислению.)